# Řád Nilu
Řád Nilu (arabsky: قلادة النيل العظمى) je nejvyšší státní vyznamenání Egyptské republiky. Založen byl v roce 1915 v dobách Egyptského sultanátu. Udílen byl i za Egyptského království, po jehož zániku byl v roce 1953 zrušen. Ve stejném roce byl opětovně obnoven Egyptskou republikou.

## Historie a pravidla udílení
Řád byl založen sultánem Husseinem Kamelem Egyptským v roce 1915 v době existence Egyptského sultanátu. Pojmenován byl po řece Nil, která má v Egyptě důležitý ekonomický význam. V roce 1922 byl řád přejat Egyptským královstvím a udílen až do roku 1953, kdy byl po pádu egyptské monarchie zrušen. Ještě téhož roku byl dne 18. června 1953 obnoven Egyptskou republikou a stal se nejvyšším státním vyznamenáním nově vzniklého státu. Status řádu byl od té doby změněn zákonem č, 528 ze dne 18. června 1965 a znovu zákonem č. 12 z roku 1972.
V dobách sultanátu byl udílen v pěti třídách za užitečné služby státu. V hierarchii egyptských řádů se nacházel za Řádem Ismaíla. Často byl v té době udílen britským důstojníkům a úředníkům sloužícím v Egyptě, stejně jako předním občanům Egypta.
Od vzniku republiky je udílen za mimořádné služby národu. I přesto, že je ve statutu řádu uvedeno šest tříd, v praxi je udílen pouze řetěz a velkostuha. Egyptský prezident získává z moci úřední velkostuhu s řetězem.

## Insignie

### Vzor před rokem 1953
Řádový odznak má podobu bíle smaltované pěticípé hvězdy, která je položena na pozlacenou devíticípou stříbrnou hvězdu s jednotlivými cípy složenými z různě dlouhých paprsků. Uprostřed je kulatý medailon s modře smaltovaným nápisem v arabském písmu, který v překladu do češtiny znamená Prosperita pochází z Egypta. Nil je zdrojem této prosperity a štěstí. Ke stuze je odznak připojen pomocí přechodového prvku v podobě královské koruny.
Řádová hvězda je podobná odznaku, mezi horní cípy je navíc umístěna královská koruna.
Řádové insignie v době království byly vyráběny káhirskou pobočkou ženevské společnosti Lattes.
Stuha je modrá se žlutými pruhy při obou okrajích.

### Vzor po roce 1953

#### Typ I
Řádový odznak má tvar pravidelného pětiúhelníku tvořeného různě dlouhými paprsky. Uprostřed je velký modře smaltovaný kulatý medailon. Při okraji je medailon zdoben zlatými lotosovými květy. Uprostřed je zlatý výjev znázorňující zrození řeky Nilu.
Stuha je modrá se žlutými pruhy při obou okrajích.

#### Typ II
Řádový odznak zavěšený na řetězu má tvar zeleně smaltovaného medailonu. Uprostřed je zlatý medailon ve tvaru lichoběžníku se stylizovaným výjevem zrození řeky Nil. Tento výjev byl převzat ze staroegyptských nástěnných maleb. V zelené části medailonu jsou stylizované zlaté vlnky. Po obvodu je medailon zdoben lotosovými květy, které jsou zdobené osmi rubíny. V horní a spodní části je umístěn tyrkys.

Řádový řetěz se skládá z obdélných článků pokrytých barevným smaltem a s výjevy ze staroegyptských mýtů spojených s Nilem. Mezi sebou jsou propojeny dvěma zlatými řetízky. Mezi řetízky se nachází stylizované lotosové květy zdobené pěti rubíny a jedním tyrkysem.

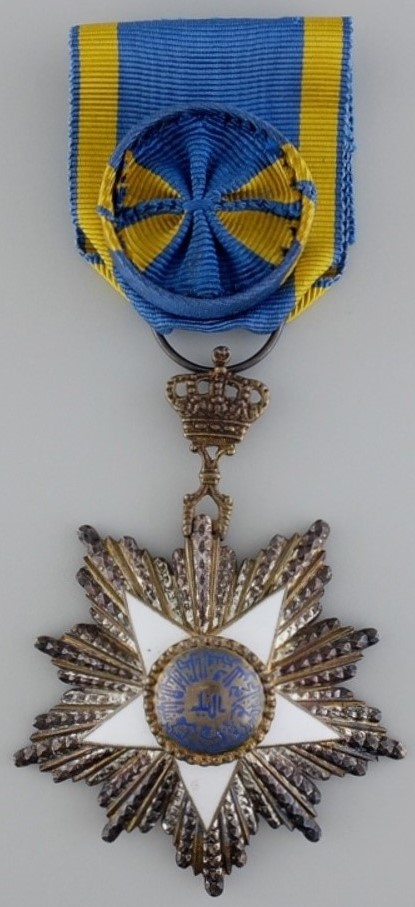
Důstojník Řádu Nilu, monarchistická verze
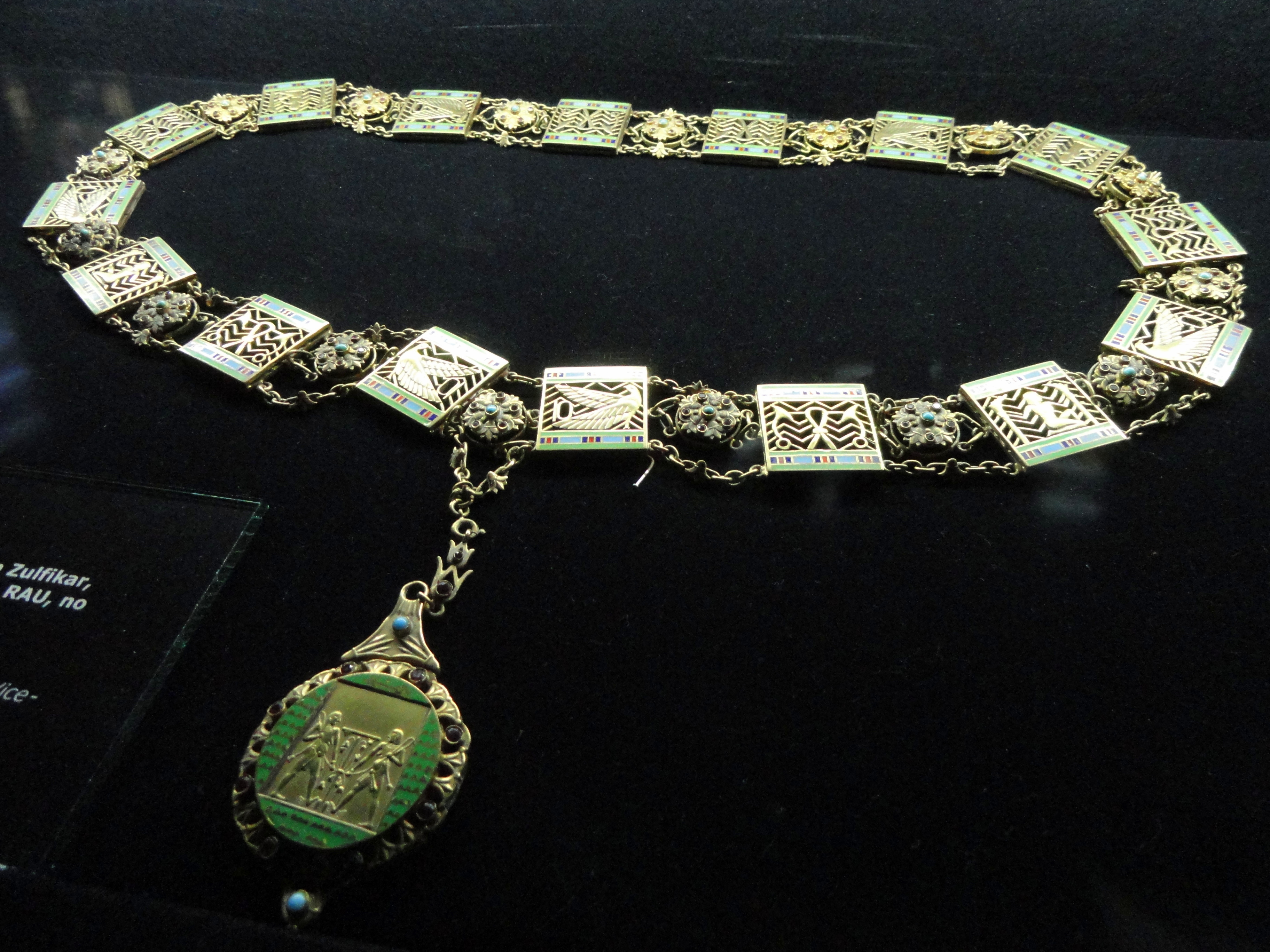
Řádový řetěz

## Třídy
V době existence egyptské monarchie byl řád udílen v pěti řádných třídách:
- velkostuha – Řádový odznak se nosil na široké stuze spadající z pravého ramene na protilehlý bok. Řádová hvězda se nosila nalevo na hrudi.
- velkodůstojník – Řádový odznak se nosil na stuze kolem krku. Menší řádová hvězda se nosila nalevo na hrudi.
- komtur – Řádový odznak se nosil na stuze kolem krku. Řádová hvězda této třídě již nenáležela.
- důstojník – Řádový odznak se nosil na stužce s rozetou nalevo na hrudi.
- rytíř – Řádový odznak se nosil na stužce bez rozety nalevo na hrudi.

Od obnovení řádu Egyptskou republikou je řád udílen ve dvou třídách:
- řetěz – Tato třída je vyhrazena prezidentu Egyptské republiky a může být udělen i cizím hlavám států.
- velkostuha – Řádový odznak se nosí na široké stuze spadající z ramene na protilehlý bok. Řádová hvězda se nosí nalevo na hrudi.

| Řádové stuhy (1915–1953) | Řádové stuhy (1915–1953) | Řádové stuhy (1915–1953) | Řádové stuhy (1915–1953) | Řádové stuhy (1915–1953) |
| ------------------------ | ------------------------ | ------------------------ | ------------------------ | ------------------------ |
| velkostuha               | velkodůstojník           | komtur                   | důstojník                | rytíř                    |
| Řádové stuhy (od 1953)   |                          |                          |                          |                          |
| řetěz                    | velkostuha               |                          |                          |                          |